# De Kristallen Spiegel van Filosofische Systemen
De Kristallen Spiegel van Filosofische Systemen (Grub mtha’ shel gyi me long) is een werk van de Tibetaanse auteur Thuken Lobzang Chokyi Nyima (1737-1802). Het is het meest omvattende overzicht van religieuze en filosofische stromingen in Centraal-Azië, India en China uit de premoderne Tibetaanse literatuur.  

## De auteur
Thuken Lobzang Chokyi Nyima was een leerling van Changkya Rölpe Dorje (1717-1786), de derde in de lijn van de Changkya Koetoektoes. Rölpe Dorje was de belangrijkste adviseur van de Chinese keizer Qianlong (1711-1799) inzake Tibetaanse en Mongoolse aangelegenheden. Tukwan Lobzang Chokyi Nyima was ook de auteur van de biografie van Rölpe Dorje.
Beiden behoorden tot het Mongoolse volk van de Monguor, een groep die zich al in dertiende eeuw in Kokonor had gevestigd. In de achttiende eeuw waren de Monguor in cultureel opzicht al volledig  getibetaniseerd.

## Achtergrond
In de tweede helft van de achttiende eeuw verbleven er ongeveer duizend Mongoolse en Tibetaanse lamas permanent in Peking en omgeving. Die behoorden vrijwel allemaal tot de gelugtraditie van het Tibetaans boeddhisme. Een aantal daarvan, zoals Rölpe Dorje en Tukwan Lobzang Chokyi kunnen als ware kosmopolieten gekenschetst worden die zich zowel in de Tibetaanse, Mongoolse, Chinese en Mantsjoecultuur thuis voelden en de verschillen daartussen konden overbruggen. Deze lama's hadden zich ook verbonden aan de ideologische overtuiging van Qianlong dat godsdiensten, dus ook het Tibetaans boeddhisme, in wezen instrumenten waren die zich (moeten) richten op de pacificatie van allen die in het (Chinese) Rijk leven.  
Even na het midden van de 18e eeuw heeft het rijk van de Qing-dynastie zijn grootste omvang bereikt. Vanaf die periode gaan de keizers in hun religieuze politiek een beleid voeren ten aanzien van de religieuze versmelting van met name boeddhistische en Chinese godheden. In die periode werd het Tibetaans boeddhisme in sommige opzichten beschouwd als het Centraal-Aziatische equivalent van de Chinese religies. Tegen die achtergrond moet het literaire werk van Tukwan Lobzang Chokyi gezien worden.

## Het werk
Een van de werken van Rölpe Dorje was De Pracht van de Berg van het Onderricht van de Wijze  . Daarin werd de weergave van de Indiase bronnen in de diverse boeddhistische scholen onderzocht. In De Kristallen Spiegel van Filosofische Systemen wordt een wat andere benadering gevolgd. Het richt zich eerst op de diverse stromingen en tradities binnen het Tibetaans boeddhisme. De focus ligt daarbij niet op de interpretatie van Indiase bronnen, maar veel meer op onderzoek naar de eigen identiteit van de verschillende tradities.  
Naast dit uitgebreide onderzoek zijn er hoofdstukken over Indiase filosofische systemen en de Tibetaanse Bönreligie.  Ook de tradities uit Mongolië, Khotan en zelfs Shambhala worden behandeld. Shambhala wordt door Thuken als een reëel bestaand land behandeld. Hij beschrijft de geografie, de koninklijke dynastie van het land en de geschiedenis van het boeddhisme daar. Dat doet hij vooral in relatie met de Kalachakra-tantra en de profetieën over de rol van Shambhala in de komende oorlog tegen de barbaren.  
Een aantal hoofdstukken zijn gewijd aan de belangrijkste Chinese religieuze en filosofische tradities. De behandeling daarvan leunt sterk op het concept van de Drie Leersystemen (sanjiao)–Confucianisme, Taoïsme en Boeddhisme – en hun veronderstelde fundamentele onderlinge harmonie, die met name in de achttiende eeuw als leerstelling werd aangehangen. 
Het is hierbij opmerkelijk, dat Thuken Lobzang Chokyi Nyima in zijn werk het taoïsme als een soort Chinese parallel van de Bön beschrijft en zelfs bij dezelfde naam noemt. Ook hier poogt Tukwan zijn Tibetaanse lezers ervan te overtuigen dat er een fundamentele harmonie bestaat tussen Tibetaanse en Chinese denkwijzen. 
Het boek heeft aparte hoofdstukken over de diverse Tibetaanse stromingen Nyingma, Kadam, Kagyu,  Sakya, Jonang, Gelug en Bön. Het werk werd tevens geschreven als een leerboek voor geletterde monniken om andere tradities dan de hunne te bestuderen. Uit het werk blijkt duidelijk dat de auteur tot de gelug behoort en dat die traditie door hem als superieur aan de andere wordt beschouwd. Er worden dan ook vaak polemische stijlmiddelen gehanteerd.
De meeste andere tradities buiten de gelug worden kritisch en de Bön zelfs zeer kritisch beschreven. Die beschrijvingen hebben echter ook nog wel de nodige nuances. Thuken Lobzang Chokyi Nyima neemt ook sommige tradities voor een deel in bescherming tegen aanvallen vanuit zijn eigen gelug. 
De Jonang vormt hierbij wel een uitzondering. Er waren altijd al grote leerstellige verschillen geweest tussen de gelug en de jonang. De jonang had een interpretatie van het voor het boeddhisme centrale begrip Sunyata, die de gelug als ketterij beschouwde. De traditie was na de burgeroorlog in de eerste helft van de zeventiende eeuw door  de vijfde dalai lama vrijwel geheel in Centraal-Tibet geëlimineerd. De traditie wist op kleine schaal te overleven in gebieden als Amdo. Thuken valt de jonang zeer fel aan en betoogt in feite dat de traditie niet tot het boeddhisme gerekend kan worden. Latere auteurs vanuit de jonang hebben de beschrijving van hun traditie in het boek altijd als een karikatuur beschouwd. 

## De verspreiding
Het werk werd kort na de dood van Thuken Lobzang Chokyi Nyima in 1802 voor het eerst gepubliceerd als een deel van zijn verzameld werk door het klooster Gönlung Jampa Ling, waaruit hij afkomstig was en waarin hij de jaren voor zijn dood weer verbleef. Er volgden daarna edities uit de beroemde drukkerij van Dergé, Urga en Lhasa. 
De eerste Europeaan die het bestaan van het werk beschreef was de Russische sinoloog V.P. Vasiliev (1818-1900). Sarat Chandra Das (1849 -1917) vertaalde omstreeks 1882 enige hoofdstukken in het Engels, waaronder dat over de Bön. Het gevolg was dat een zeer select gezelschap van westerse wetenschappers voor het eerst geïnformeerd werd over het bestaan van een eigen canon van de Bön. 